# National Provincial Championship 1977
La National Provincial Championship 1977 fue la segunda edición del principal torneo de rugby de Nueva Zelanda.
El campeón del torneo fue el equipo de Canterbury quienes lograron su primer campeonato.

## Sistema de disputa
Los equipos enfrentan a los diez equipos restantes en una sola ronda.
- El equipo que logre mayor cantidad de puntos al final del torneo se corona campeón.

- El equipo que se ubicó en la última posición descendió automáticamente, mientras que el 10° puesto jugó un repechaje frente al campeón de la Segunda División Sur.

## Clasificación
| Pos. | Equipo           | Encuentros | Encuentros | Encuentros | Encuentros | Tantos | Tantos | Tantos | Puntos |
| Pos. | Equipo           | PJ         | PG         | PE         | PP         | F      | C      | Dif    | Puntos |
| ---- | ---------------- | ---------- | ---------- | ---------- | ---------- | ------ | ------ | ------ | ------ |
| 1.º  | Canterbury       | 10         | 10         | 0          | 0          | 190    | 81     | +109   | 20     |
| 2.º  | Counties Manukau | 10         | 8          | 0          | 2          | 254    | 94     | +160   | 16     |
| 3.º  | Auckland         | 10         | 6          | 0          | 4          | 159    | 161    | -2     | 12     |
| 4.º  | Manawatu         | 10         | 6          | 0          | 4          | 152    | 95     | +57    | 12     |
| 5.º  | Taranaki         | 10         | 5          | 0          | 5          | 142    | 123    | +19    | 10     |
| 6.º  | Wellington       | 10         | 5          | 0          | 5          | 155    | 146    | +9     | 10     |
| 7.º  | Hawke´s Bay      | 10         | 5          | 0          | 5          | 160    | 174    | -14    | 10     |
| 8.º  | Southland        | 10         | 4          | 0          | 6          | 128    | 125    | +3     | 8      |
| 9.º  | Otago            | 10         | 4          | 0          | 6          | 149    | 171    | -22    | 8      |
| 10.º | Bay of Plenty    | 10         | 2          | 0          | 8          | 144    | 283    | -139   | 4      |
| 11.º | Marlborough      | 10         | 0          | 0          | 10         | 90     | 270    | -180   | 0      |

- Bay of Plenty desciende directamente ya que pertenece a la Isla Norte, quienes tienen asignado un ascenso directo y un descenso directo.

|  | Campeón.                                          |
|  | Repechaje frente al campeón de la División 2 Sur. |
|  | Desciende a la División 2.                        |

| Bandera de Nueva Zelanda |
| Campeón Canterbury       |
| Primer título            |

## Promoción
| 5 de octubre | South Canterbury | 13 - 9 | Marlborough |  |  |

- South Canterbury asciende de categoría para la próxima temporada.